# Olympiahalle München
Die Olympiahalle München ist eine Mehrzweckhalle im Olympiapark im Teilbezirk Am Riesenfeld der bayerischen Landeshauptstadt München.

## Geschichte
Die Halle wurde für die Austragung der Olympischen Sommerspiele 1972 erbaut. Entworfen wurde die Halle von der Architektengemeinschaft Behnisch & Partner, von der auch der Gesamtentwurf zum Olympiapark stammte, und als Partnerarchitekt Frei Otto. Während der Olympischen Spiele wurden die Turnwettbewerbe und Spiele des Handballturniers ausgetragen. Die Olympiahalle bietet heute 12.597 Sitzplätze bei bestuhlter Arena bzw. bis zu 15.273 Plätze bei unbestuhlter Arena.
In der nacholympischen Nutzung fanden und finden hier neben Sportveranstaltungen wie Welt- und Europameisterschaften auch zahlreiche Veranstaltungen aus den Bereichen Show und Kultur statt. So findet seit 1998 jährlich gegen Ende des Jahres das Springreitturnier Munich Indoors statt, bei dem gleichzeitig die Gesamtwertung der Riders-Tour entschieden wird. Von 1972 bis 2009 war die Halle Austragungsort des Münchener Sechstagerennens.
Zu den bedeutenden Sportereignissen in der Münchner Olympiahalle gehören auch die Finalrunde der Basketball-Europameisterschaft 1993 und die Endrunden um den Basketball-Europapokal der Landesmeister von 1989 und 1999. 2001 wurden in der Halle die WTA Tour Championships ausgetragen, ein Tennisturnier der besten acht Einzelspielerinnen sowie der vier besten Damen-Doppel-Paarungen des Jahres. Im März 2009 und Oktober 2010 machte Thomas Gottschalk mit Wetten, dass..? in der Halle Station. Beim ersten Konzert in der Halle standen am 21. Januar 1973 die Bands Deep Purple und Dick Heckstall-Smith auf der Bühne.
Tina Turner gab seit 1985 insgesamt 26 Konzerte in der Olympiahalle, damit ist sie die Sängerin mit den meisten Konzerten in der Halle. Im Rahmen der Konzertreihe Night of the Proms, die mit insgesamt 81 Shows die bedeutsamste Konzertproduktion in der Olympiahalle ist, brachte es John Miles seit 1995 auf 67 Auftritte in der Olympiahalle. Auf Miles folgen Peter Maffay mit 36 und Eros Ramazzotti mit 27 Konzertauftritten. Das Antwerp Symphony Orchestra kommt bisher auf 69 Konzerte.
Die Olympiahalle wurde seit Ende des Jahres 2007 für 50 Millionen Euro umgebaut und dabei größer, heller und moderner gestaltet, um einen internationalen Bedeutungszuwachs zu erfahren. Dazu gehörten auch eine Erweiterung der V.I.P.-Bereiche, neue Kioske und ein neues Logistikzentrum. Die Bauarbeiten wurden Ende 2009 abgeschlossen. Die letzte Veranstaltung vor Beginn der Bauarbeiten waren die MTV Europe Music Awards 2007. 2010 wurden neue Videowände installiert, 2011 die angrenzende „Kleine Olympiahalle“ neu gebaut und 2012 wurde eine neue Bestuhlung installiert. Bis 2020 wurden die Klimaanlage, weitere Technik und die Beleuchtung modernisiert, sowie die Optik von 1972 in der Halle selbst denkmalgerecht wieder hergestellt. Die Bauarbeiten fanden weitgehend im laufenden Betrieb der Halle statt.
Im Sommer 2021 wurden sechs LED-Bildschirme mit insgesamt 190 m² (je 7,2 × 4,0 m, Auflösung 2304 × 1296 Pixel) in der Halle installiert. Hinter den Plätzen an den Eingängen Ost und West wurden zwei Bildschirme mit einer Größe von je 3,6 × 2,0 m (Auflösung 1536 × 864 Pixel) verbaut. Die LED-Displays ersetzen das alte Projektionssystem, das den heutigen Ansprüchen an Auflösung, Helligkeit und Kontrast nicht mehr genügte.

## Galerie

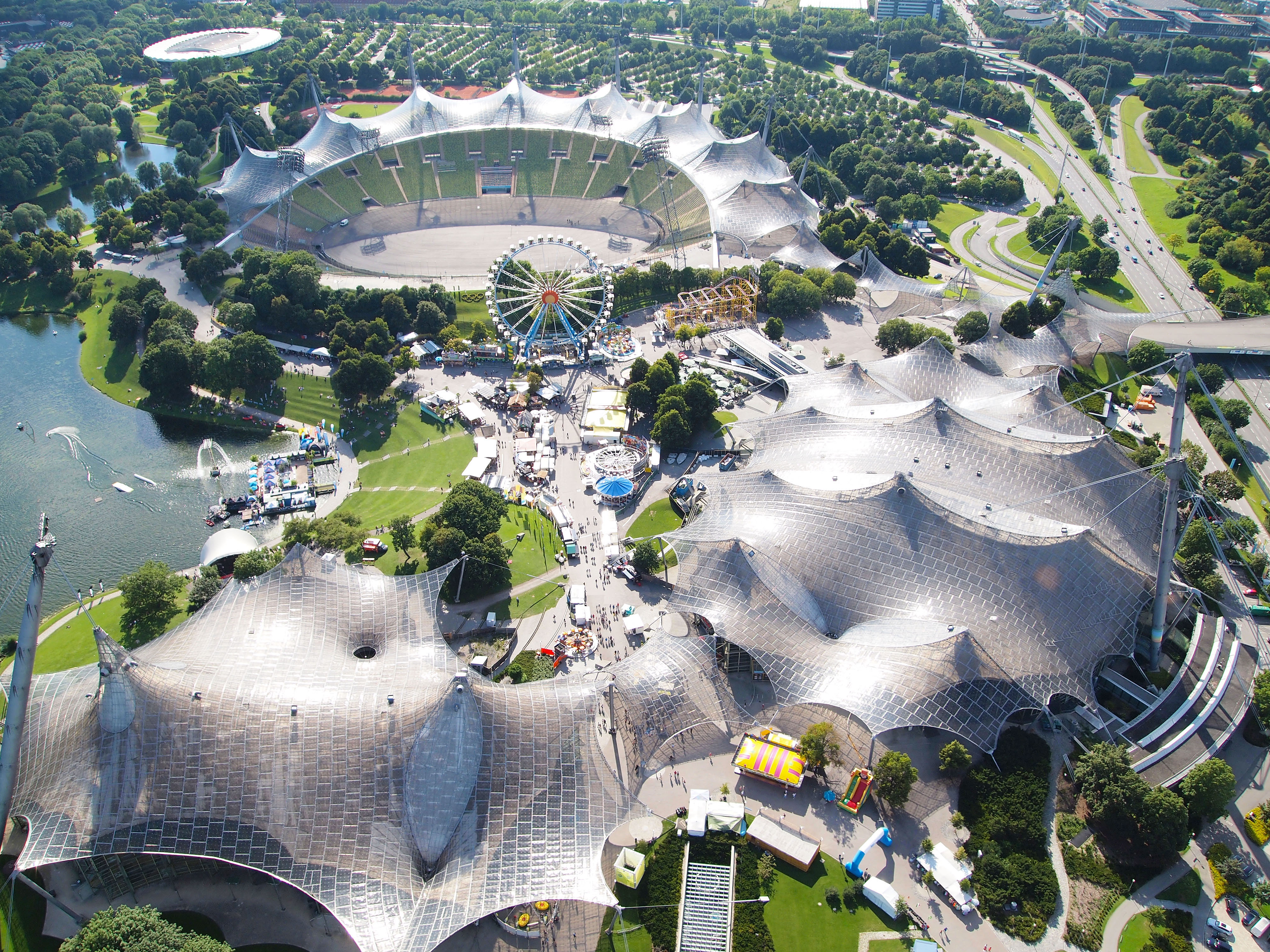
Olympiapark mit Ensemble aus Olympiahalle (rechts),  Olympiastadion (hinten) und Olympia-Schwimmhalle (links unten)
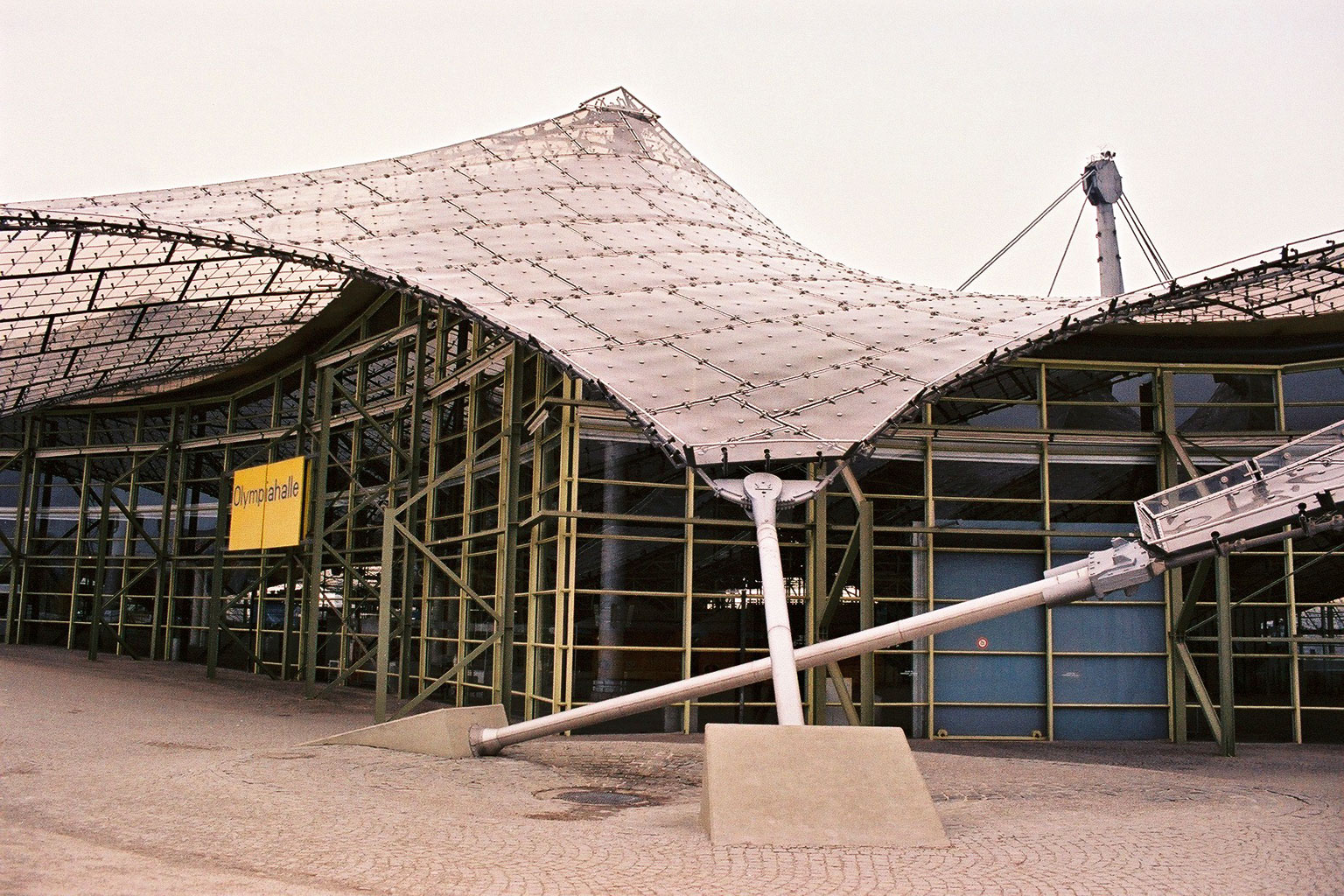
Detail der Olympiahalle (2004)
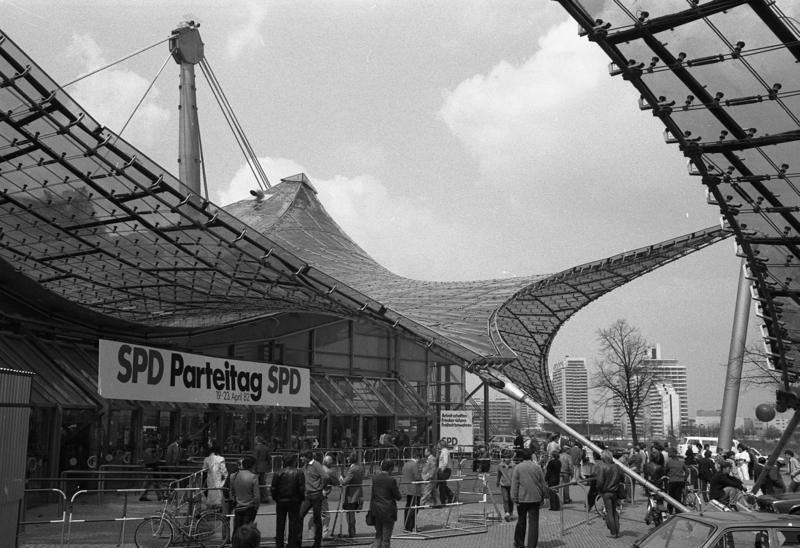
SPD-Bundesparteitag in der Olympiahalle (1982)